# A.C. Milan w sezonie 1936/1937

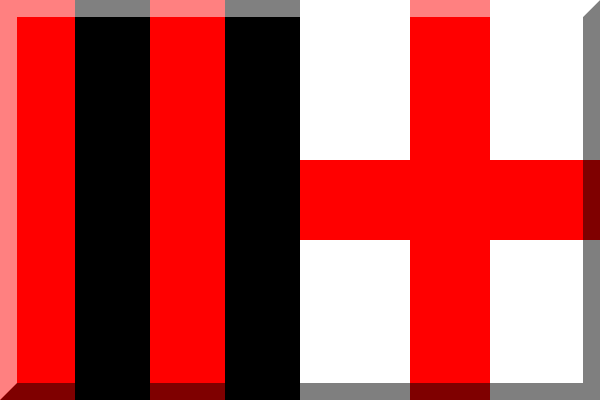
Klubowe barwy Milanu

Osiągnięcia piłkarskiego zespołu A.C. Milan w sezonie 1936/1937.

## Osiągnięcia
- Serie A: 4. miejsce
- Puchar Włoch: odpadnięcie w 1/2 finału

## Podstawowe dane
- Oficjalna nazwa klubu: Milan Associazione Sportiva
- Siedziba klubu: Via G. Negri 8
- Boisko: San Siro
- Prezes klubu: Zarząd tymczasowy (Pietro Annoni, Giovanni Lorenzini, Rino Valdemeri) (od maja 1936 do 21 października 1936);  Emilio Colombo (od 22 października 1936)
- Trener zespołu:  Adolfo Baloncieri;  William Garbutt (od 6 grudnia 1936)
- Kapitan drużyny:  Luigi Perversi